# Ettore Sottsass (1892-1953)
Ettore Sottsass senior (Nave San Rocco, 12 aprile 1892 – Torino, 5 ottobre 1953) è stato un architetto italiano, padre del designer e architetto Ettore Sottsass.

## Biografia
Nato a Nave San Rocco nel 1892, da Giovanni Battista Sottsass e Rosa Zanetti, dopo studi compiuti in Trentino e in Tirolo, dal 1912 al 1914 si stabilisce a Vienna, frequentando i corsi alla Scuola di architettura dell'Accademia di belle arti, sotto la guida dell'architetto Friedrich Ohmann. 
Al termine della prima guerra mondiale rientra in Trentino. 
Nei primi anni venti partecipa a concorsi promossi dalle amministrazioni civili per la ricostruzione postbellica e per i piccoli monumenti architettonici in onore dei caduti; aderisce al Circolo artistico tridentino e prende parte a varie esposizioni regionali. 
Intanto esordisce professionalmente con numerose realizzazioni per edifici pubblici come il palazzo per un Consorzio del pubblico impiego e quello commissionato dalla cooperativa "Giovanni Prati" a Trento, entrambi del 1922-1923, e l'edificio comunale di Varena (provincia di Trento), del 1926, che rappresenta una delle opere più riuscite di Sottsass nel contesto locale. 
Tra il 1928 e il 1931 esegue i progetti per il Municipio di Merano e per lo stabilimento balneare di Bolzano, collaborando con Willy Weyhenmeyer. 
Si trasferisce a Torino a partire dal 1929.  
Nel capoluogo piemontese Sottsass partecipa attivamente, con Giuseppe Pagano, Gino Levi-Montalcini, Ottorino Aloisio, Umberto Cuzzi e Giuseppe Gyra alla costituzione del nucleo regionale del MIAR (Movimento italiano per l'architettura razionale). 
Nel giugno del 1931 sottoscrive il manifesto La via Roma di Torino. 
Intensa la partecipazione a concorsi nazionali di alto livello e la realizzazione di opere fondamentali come il Palazzo della Moda di Torino (1936-38) e la Colonia Torino di Marina di Massa (1938). 
Nel secondo dopoguerra l'attività professionale è caratterizzata da progetti destinati alla ricostruzione del Paese. 
Questa fase vede il superamento dei criteri monumentalistici che avevano improntato le realizzazioni degli anni trenta, il recupero di riferimenti al contesto originale e una progettazione ispirata ai principi di massima essenzialità. 
Con il figlio Ettore jr, anch'egli architetto, realizza alcuni progetti a partire dalla seconda metà degli anni quaranta. 
Condivide con l'ingegner Pier Luigi Nervi la progettazione della sistemazione del complesso della Torino Esposizioni (ex Palazzo della Moda e delle Esposizioni, 1953).
Muore a Torino nel 1953.

## Opere
Progetti principali

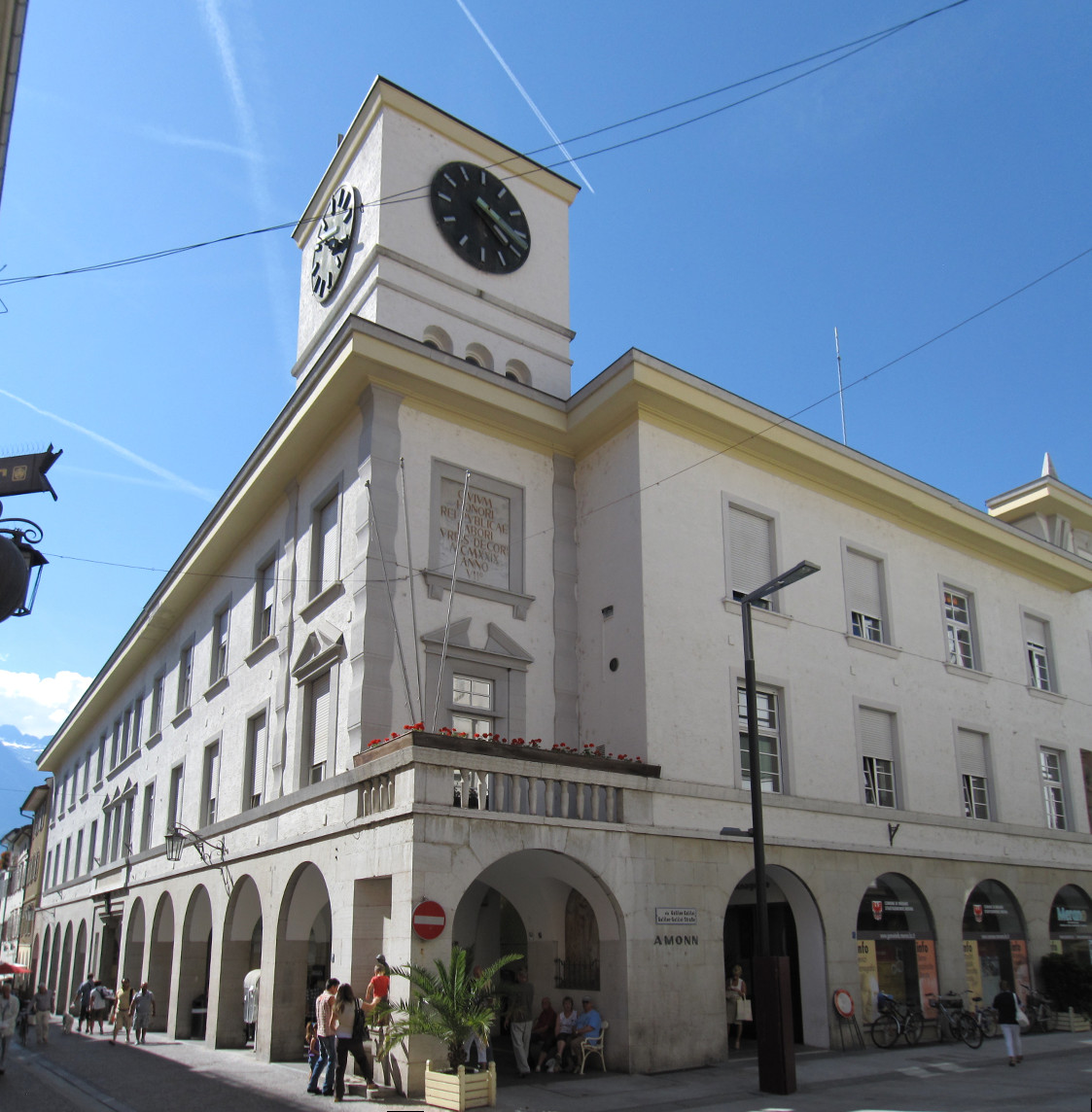
Il municipio di Merano

- 1921 - Case rustiche di Castello Tesino (TN)
- 1921-1922 - Case economiche in località Ai Muredei, Trento
- 1922-1923 - Casa per impiegati della cooperativa "Giovanni Prati", Trento
- 1922-1923 - Case del consorzio edilizio del pubblico impiego, Trento
- 1923 - Unione cooperativa e negozio in via Dordi, Trento
- 1926-1928 - Scuola elementare e Municipio, Varena (TN)
- 1928-1931 - Osteria Valtrumpina, Brescia
- 1928-1932 - Palazzo municipale, Merano
- 1929 - Municipio e scuola d'arte decorativa, Canazei (TN)
- 1929-1931 - Stabilimento balneare, Bolzano, con Willy Weyhenmeyer[2]
- 1931-1950 - Cinema e Albergo diurno Savoia, Aosta
- 1934-1935 - Casa del Fascio, Moncalieri (TO)
- 1936-1938 - Palazzo della Moda, Torino
- 1938 - Colonia marina XXVIII Ottobre della Federazione provinciale fascista di Torino, Marina di Massa (MS)
- 1942-1943 - Scuola d'arte, Pozza di Fassa (TN)
- 1946-1947 - Case per reduci al quartiere QT8, Milano
- 1947 - Negozio Cittone, Torino
- 1951 - Case per operai della miniera di Argentiera, Sassari
- 1951 - Case popolari per il quartiere Falchera, Torino, con Sandro Molli, Mario Passanti
- 1951-1954 - Scuola elementare, Predazzo (TN), con Ettore Sottsass jr

## Archivio
Il fondo Ettore Sottsass sr è conservato presso il Museo di arte moderna e contemporanea di Trento e Rovereto - MART. Archivio del '900.